# كأس ألمانيا 1980–81
كأس ألمانيا 1980–81 (بالألمانية: DFB-Pokal 1980/81)‏ هو الموسم 38 من كأس ألمانيا. أشرف على تنظيمه اتحاد ألمانيا لكرة القدم، وكان عدد الأندية المشاركة فيه 128، وفاز فيه آينتراخت فرانكفورت.